# Iuvavum
Iuvavum (ali Juvavum) je bilo rimsko ime za današnji Salzburg. Keltsko naselje je bilo okoli leta 15. pr. n. št., ko so ga zasedli Rimljani. Kot municipium v provinci Noricum (kasneje Ufernoricum) pod cesarjem Klavdijem je doživel gospodarski in kulturni razcvet. Leta 171 so germanski napadalci Iuvavum popolnoma uničili in po desetletjih le delno obnovili. Poznejše postopno nazadovanje, ki ga je povzročila nenehna zaskrbljenost zaradi vdorov germanskih plemen v mesto ob meji, je prekinila le kratka doba razcveta pod Konstantinom Velikim.

## Zgodovina raziskovanj
Ostanke rimskega mesta so pregledali na številnih najdiščih, v levem Altstadt, pa tudi pri mostu na desni strani Starega mesta in na mestnih gričih. V okolici so tudi številni zapisi, kot so rimska vila Loig, miljniki in podobno.
Kljub dolgoletnim izkopavanjem je o strukturnih zgradbah antičnega mesta malo znanega. Verjame se, da je bil Iuvavum zgrajen po vnaprej določenem načrtu in s tem tudi potrebnim reprezentativnim zgradbam klasičnega rimskega mesta, kot na primer: imel je forum, kopeli in baziliko. Ulice na obrobju so bile verjetno precej nepravilne. V središču pa se sumi na mrežo ulic, ki so razdeljene na dve glavni ulici, dekuman in kardo. Do zdaj je le nekaj ugotovitev o vrsti in videzu stanovanjskih stavb, saj nobene antične stavbe ni bilo mogoče popolnoma odkriti. Ostanki gradenj iz obdobja med 1. in 4. stoletjem našega štetja so bili zabeleženi le na robu ali z raziskovalnimi rezi, le nekaj njihovih sob je bilo mogoče izčrpno dokumentirati. Le tako imenovana Peristilhaus, pregledana v letih 1966/1967 na Domplatzu, mestna vila z uličnim portikom v toskanskem krilu Stare rezidence, dve hiši, odkriti v letih 1988/1989 na dvorišču kapiteljske hiše in zgradba na severnem krilu Nove rezidence (pregledano 1998–2000 in 2003 -2004) .

## Zgodovina
Ime Iuvavum je keltskega izvora in sega do prebivalcev Alaunena (Gau vindelic; gau je dvoumen in nejasen izraz za regijo, pokrajino ali upravno enoto), ki so se naselili v Flachgau, Tennengau in na območju Rupertiwinkel. Keltska naselja so obstajala na Rainbergu, Kapuzinerbergu in Festungsbergu. Ta so bila leta 15 pr. n. št. med rimskim pohodom proti alpskim Keltom pod Tiberijem in Druzom zavzeta brez boja. Zaradi tega so bili prejšnji prebivalci prisilno preseljeni v kotlino na bregovih reke Salzach (glej Ambisonten). Poleg prometnih prednosti, ki jih ponuja novo naselje, so Rimljani lahko bolje nadzirali Kelte, kar je zmanjšalo tveganje za upor. Poleg tega utrjena naselja na hribih po rimski okupaciji kmalu niso bila več potrebna zaradi Pax Romana, dolgotrajnega obdobja miru, ki ga je rimska okupacija prinesla s seboj. Najstarejše sledi rimske naselbine so bile najdene ob vznožju trdnjave. Do leta 30 našega štetja se je naselje razširilo na celotnem območju današnjega starega mesta. 
Iuvavum je bil del Regnum Noricum Voccios, ki je podpiral Cezarja v rimski državljanski vojni. Nekaj časa je bil Norik v rimskem cesarstvu uvrščen le kot kneževina, ki mu je bila podarjena, zato še ni imela statusa rimske province. Kljub temu se je Iuvavum v svoji zgodnji fazi hitro razširil, kar je predvsem posledica ugodne lege na prometnem križišču v rimskem cestnem omrežju in na bregovih Salzach (latinsko Iuvarus, Ivarus). Klavdij (41–54) je dokončno razglasil Noricum za rimsko provinco, Iuvavum je postal samostojno mesto (municipium Claudium Iuvavum) in je tako postal prvo mestno naselje s pravico do samouprave severno od Alp. Upravno območje Iuvavum je bilo obsežno ozemlje, ki je obsegalo tudi Chiemgau, Rupertiwinkel in Inngebiet na zahodu. 
Leta 171 pred našim štetjem so germanska plemena, zlasti Markomani in Kvadi, napadli rimski limes in opustošili velike dele Noricuma, preden so dosegli severno Italijo (Markomanske vojne). Iuvavum je bil popolnoma uničen, veliko njegovih prebivalcev je bilo ubitih ali ugrabljenih. Po končni zmagi cesarja Marka Avrelija leta 180, se je obnova mesta počasi začela. Najprej je kuga, pripeljana z vzhoda, zavlekla popravila, nato je pod cesarjem Komodom (180–192) gospodarska kriza po cesarstvu paralizirala provinco. Šele pod Septimijem Severom (193–211) je bilo Iuvavum mogoče obnoviti v večjem obsegu, vendar ni več dosegal velikosti starega mestnega območja. Mesto si ni nikoli povsem opomoglo od opustošenja markomanskih vojn. Posamezni deli mesta so bili opuščeni in končno propadli.
Pozneje je Iuvavum trpel zlasti zaradi posledic cesarske krize 3. stoletja. Okoli leta 241 so Alemani napadli Noricum in spet opustošili velika območja. Tudi Iuvavumu niso prizanesli. Osrednja vlada, oslabljena zaradi nenehnih uzurpacij, ni mogla več jamčiti varnosti obmejne pokrajine in germanske čete so večkrat nekaznovano prečkale Limes. Le Dioklecijan je leta 284 prinesel spremembo na bolje. Med drugim je povzročil, da so se province skrčile; Noricum je bil razdeljen po glavnem alpskem grebenu na Noricum ripense (Ufernorikum), ki je vključeval tudi Iuvavum, in Noricum mediterraneanum (Binnennoricum). Zaradi reform v zgodnji pozni antiki, zlasti Dioklecijana in Konstantina, se je rimsko cesarstvo znova celovito stabiliziralo in mesto je doživelo dokončen razcvet pod Konstantinom Velikim (306–337).
Z začetkom preseljevanja ljudstev (od približno leta 375) je rimska vojska vse manj lahko trajno varovala noriški Limes. Začeli so se vpadi Germanov in prebivalci Iuvavuma so se morali umakniti na višje nadmorske višine, ki so se jih lažje branili. Takšna poznoantična zatočišča so arheološko potrjena na Nonnbergu in Festungsbergu. Poznoantična Vita Sancti Severini, biografija svetega Severina Noriškega, ki jo je napisal opat Eugippius, osvetljuje tudi začetke krščanstva v Iuvavumu. Omenja cerkev in samostan, ki sta bila verjetno na robu antičnega naselja.
Padec Zahodnega rimskega cesarstva z odstavitvijo njegovega zadnjega cesarja Romula Avgusta leta 476 sprva ni imel neposrednega vpliva na prebivalce Iuvavuma. Prevzem germanskega voditelja Odoakra je bila le še ena sprememba oblasti za Iuvavence, ki je bila že politično nestabilna in tudi daleč stran.
Pomembnejša sprememba je bila evakuacija večjega dela romanskega prebivalstva iz Ufernoricuma, ki ga je Odoaker leta 488 uredil po uničenju cesarstva Rugierjev na Donavi. Preostali prebivalci mesta so se verjetno umaknili v utrdbe na Nonnbergu in Festungsbergu, morda je bilo mesto v tem procesu porušeno. Neprekinjenost poselitve v celotni Salzburški kotlini do bavarskega zasega zemlje v 6. in 7. stoletju je dokumentirana; leta 696 je sveti Rupert Salzburški končno ustanovil samostan svetega Petra, samostan Nonnberg in škofijo Salzburg.

## Zaščita
V Furtwänglerpark, Kaigasse, Franziskanergasse in Max Reinhardt-Platz so najdbe uvrščene med zgodovinske spomenike (Municipium Iuvavum).